# Stygnus brevispinis
Stygnus brevispinis is een hooiwagen uit de familie Stygnidae.